# Ramiranes
Ramiranes (en gallego y oficialmente: Ramirás) es un municipio español de la provincia de Orense, en la comunidad autónoma de Galicia. El término municipal, perteneciente a la comarca de Tierra de Celanova, cuenta con una población de 1508 habitantes (INE 2024).

## Historia
Su origen se sitúa en la década de 1920 mediante la fusión de los municipios de Freás de Eiras y Vilameá de Ramirás. María Pilar Otilia López García fue durante 40 años alcaldesa del municipio.[cita requerida]

## Geografía humana

### Demografía
Cuenta con una población de 1508 habitantes (INE 2024).
| Gráfica de evolución demográfica de Ramiranes entre 1930 y 2021 |
| |
| Población de derecho según los censos de población del INE Población de hecho según los censos de población del INEEn estos censos se denominaba Ramiranes: 1940, 1950, 1960, 1970 y 1981 Entre el censo de 1930 y el anterior, aparece este municipio porque se fusionan los municipios 32502 (Freás de Eiras) y 32505 (Villameá de Ramiranes). |

| Evolución de la población de Ramiranes - desde 1900 hasta 2022 -                                                                     |      |      |      |      |      |      |      |         |          |          |          |          |
| 1900 | 1930 | 1950 | 1981 | 2004 | 2007 | 2010 | 2011 | 2012    | 2013     | 2020     | 2021     | 2022     |
| - | 5806 | 5147 | 5132 | 2046 | 2018 | 1897 | 1856 | {{{9}}} | {{{10}}} | {{{11}}} | {{{12}}} | {{{13}}} |
| Fuentes: INE e IGE (Los criterios de registro censal variaron entre 1900 y 2011, y los datos del INE y del IGE pueden no coincidir.) |      |      |      |      |      |      |      |         |          |          |          |          |

### Organización territorial
El municipio está formado por noventa y una entidades de población distribuidas en diez parroquias:
- Casardeita (Santiago)
- Escudeiros (San Juan)[7][11]
- Freás de Eiras (Santa María)
- Grijó[9]
- Mosteiro (San Pedro)
- Paizás (San Salvador)
- Penosiños (San Andrés)[7][9][12][13]
- Rubiás (Santiago)
- San Salvador de Penosiños
- Villameá de Ramiranes[9] (Santa María)[14]

## Administración
| Periodo   | Nombre                       | Partido               |
| --------- | ---------------------------- | --------------------- |
| 1979-1983 | Mª Pilar Otilia López García | UCD                   |
| 1983-1987 | Mª Pilar Otilia López García | UCD                   |
| 1987-1991 | Mª Pilar Otilia López García | Centristas de Galicia |
| 1991-1995 | Mª Pilar Otilia López García | PP                    |
| 1995-1999 | Mª Pilar Otilia López García | PP                    |
| 1999-2003 | Mª Pilar Otilia López García | PP                    |
| 2003-2007 | Mª Pilar Otilia López García | PP                    |
| 2007-2011 | Mª Pilar Otilia López García | PP                    |
| 2011-2015 | Mª Pilar Otilia López García | PP                    |
| 2015-2019 | Juan Carlos Rodríguez Matías | PP                    |
| 2019-2023 | Isabel Gil Álvarez           | PSOE                  |
| 2023-act. | Isabel Gil Álvarez           | PSOE                  |